# Édouard Castonguay
 (août 2009).
Si vous disposez d'ouvrages ou d'articles de référence ou si vous connaissez des sites web de qualité traitant du thème abordé ici, merci de compléter l'article en donnant les références utiles à sa vérifiabilité et en les liant à la section « Notes et références ».
Pour les articles homonymes, voir Castonguay.
Édouard Castonguay (Né au Chemin-du-Lac, St-Antonin, le 2 septembre 1929 et décédé à Rivière-du-Loup, le 8 mars 2006) est un musicien, compositeur et interprète country québécois, considéré comme un des pionniers du genre au Québec. Sa carrière s'étale sur cinq décennies.
Son premier enregistrement date de 1956, un 78 tours intitulé «Bonne nuit, ma chérie», sur étiquette RCA Victor.
Il pratique le métier de bûcheron parallèlement à ses activités musicales, jusqu'aux années 1970 où il commence à vivre de sa musique, en compagnie d'Anita Castonguay, qu'il épouse et avec qui il partagera le reste de sa vie. Il formera plus tard la Famille Castonguay en compagnie d'Anita et de leurs deux fils, Martin et David, tous deux multi-instrumentistes.
Édouard Castonguay a été mis en nomination au Gala de l'ADISQ en 1990 et 1991, et intronisé au Temple de la renommée de la musique country-western le 7 octobre 1996. 
Dans la dernière année de sa vie, Edouard Castonguay a enregistré «1956», un ultime album produit par Martin Castonguay. Malgré la maladie, la légende country a donné un spectacle d'adieu devant une salle comble, le 8 octobre 2005 à St-Alexandre-de-Kamouraska. 
Édouard Castonguay s'est éteint à l'âge de 76 ans, dans sa région natale, le 8 mars 2006, des suites d'un cancer. 
L'album «1956» a été lancé le 8 mai 2006.